# Anisotome latifolia
Anisotome latifolia är en flockblommig växtart som beskrevs av Joseph Dalton Hooker. Anisotome latifolia ingår i släktet Anisotome och familjen flockblommiga växter. Inga underarter finns listade i Catalogue of Life.

## Bildgalleri

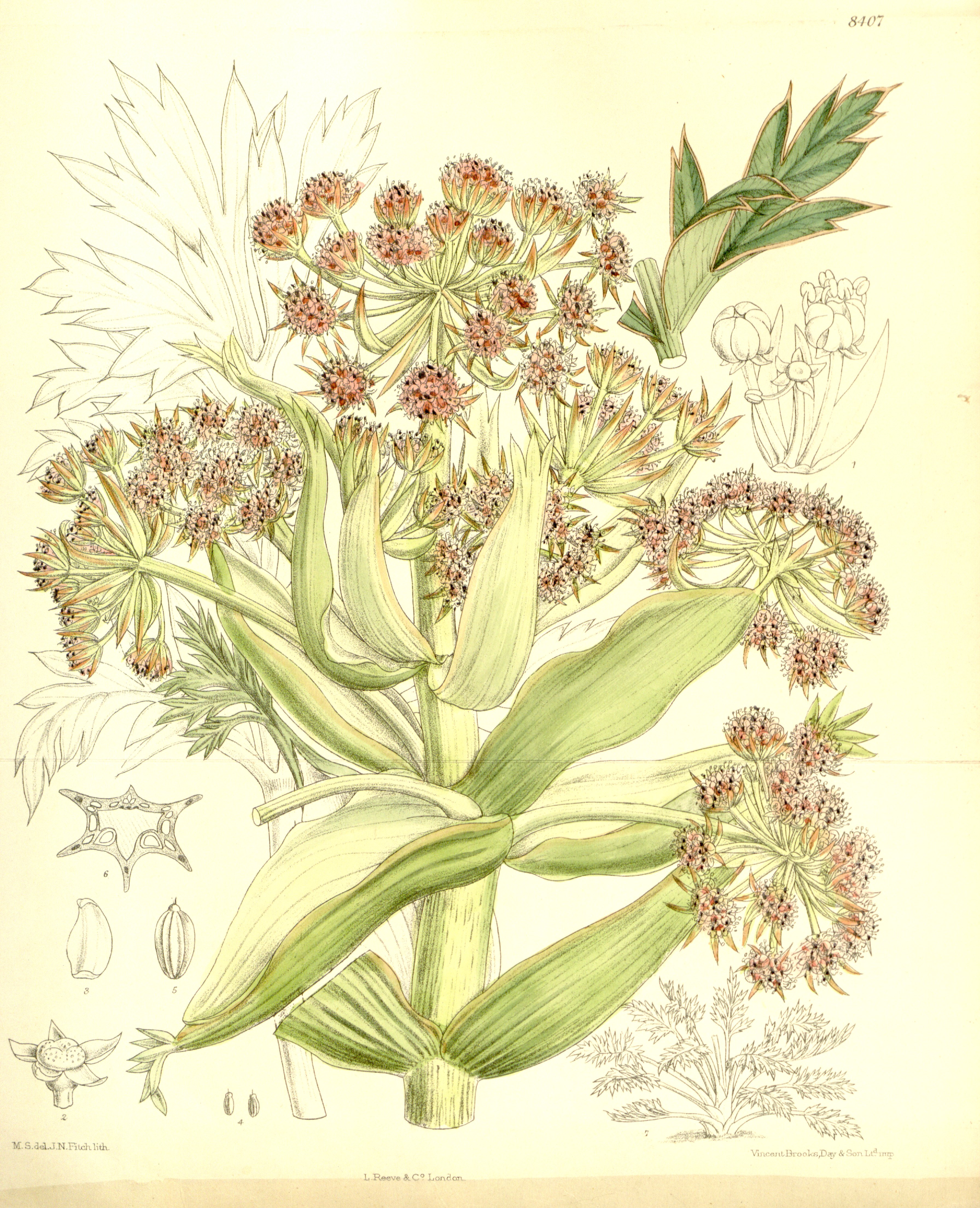